# Rytteriet 2
Rytteriet 2 er et studiealbum af den danske gruppe Rytteriets Husorkester, udgivet i 2014. Albummet indeholder sange fra sæson 2 af Rytteriet, der blev sendt på DR2 i 2013.

## Spor
Alt tekst og musik er skrevet af Marie Key, Henrik Balling og Bjørn Fjæstad.  
1. "Drømmene om os" – 3:06
2. "Det er for sent nu" – 3:00
3. "Vi kan ikke ses mere" – 2:46
4. "Jeg er fri" – 3:16
5. "En stjerne" – 2:55
6. "Alt lys går ud"  – 2:27
7. "Hvis jeg går ned" – 2:25
8. "Tak fordi du kom" – 2:50

## Personel
- Henrik Balling – keyboards, programmering, producer, teknik
- Bjørn Fjæstad – vokal
- Marie Key – vokal
- Andreas Sommer – mix
- Björn Engelmann – mastering